# Erynephala morosa
Erynephala morosa är en skalbaggsart som först beskrevs av J. L. Leconte 1857.  Erynephala morosa ingår i släktet Erynephala och familjen bladbaggar. Inga underarter finns listade i Catalogue of Life.